# Colombia en la clasificación de Conmebol para la Copa Mundial de Fútbol de 1978
La Selección de Colombia es una de las diez selecciones de fútbol que participaron en la Clasificación de Conmebol para la Copa Mundial de Fútbol de 1978, en la que se definieron los representantes de Conmebol para la Copa Mundial de Fútbol de 1978, que se desarrolló en Argentina. 
La etapa preliminar —también denominada eliminatorias— se jugó en América del Sur, desde el 20 de febrero de 1977 y finalizó el 27 de marzo de 1977. En las eliminatorias, se jugaron 4 fechas en cada grupo, con partidos de ida y vuelta.
El torneo definió cinco equipos que representaron a la Confederación Sudamericana de Fútbol en la Copa Mundial de Fútbol. Los dos mejor posicionados de la fase final, se clasificaron directamente al mundial mientras que el último de la fase final, Bolivia, jugó repesca intercontinental frente a Hungría.

## Participante
| Selección de fútbol de Colombia |                                   |                                 |
| Ciudad                          | Estadio                           | Entrenador                      |
| Bogotá                          | Estadio Nemesio Camacho El Campín | Blagoje Vidinić                 |
|                                 |                                   | Archivo:Vidinić DT Colombia.png |
| Federación Colombiana de Fútbol |                                   |                                 |

## Proceso de clasificación
| Equipo   | Pts | PJ | PG | PE | PP | GF | GC | Dif |
| -------- | --- | -- | -- | -- | -- | -- | -- | --- |
| Brasil   | 6   | 4  | 2  | 2  | 0  | 8  | 1  | 7   |
| Paraguay | 4   | 4  | 1  | 2  | 1  | 3  | 3  | 0   |
| Colombia | 2   | 4  | 0  | 2  | 2  | 1  | 8  | -7  |

### Partidos

#### Primera vuelta
| Jornada   | Fecha                 | Estadio           | Racha | Local    |                     | Resultado |                     | Visitante |
| --------- | --------------------- | ----------------- | ----- | -------- | ------------------- | --------- | ------------------- | --------- |
| Jornada 1 | 20 de febrero de 1977 | El Campín, Bogotá |       | Colombia | Bandera de Colombia | 0:0       | Bandera de Brasil   | Brasil    |
| Jornada 2 | 24 de febrero de 1977 | El Campín, Bogotá | No    | Colombia | Bandera de Colombia | 0:1       | Bandera de Paraguay | Paraguay  |

#### Segunda vuelta
| Jornada   | Fecha              | Estadio                        | Racha | Local    |                     | Resultado |                     | Visitante |
| --------- | ------------------ | ------------------------------ | ----- | -------- | ------------------- | --------- | ------------------- | --------- |
| Jornada 3 | 6 de marzo de 1977 | Defensores del Chaco, Asunción |       | Paraguay | Bandera de Paraguay | 1:1       | Bandera de Colombia | Colombia  |
| Jornada 4 | 9 de marzo de 1977 | Maracaná, Río de Janeiro       | No    | Brasil   | Bandera de Brasil   | 6:0       | Bandera de Colombia | Colombia  |

## Estadísticas

### Convocados
Listado de jugadores que participaron en las eliminatorias para la Copa Mundial 1978. 
| N.º | Nombre                        | Posición      | Clubes                 |
| --- | ----------------------------- | ------------- | ---------------------- |
|     | Luis Gerónimo López           | Portero       | Deportivo Pereira      |
|     | Armando "Coneja" Acosta       | Portero       | Independiente Medellín |
|     | Pedro Zape                    | Portero       | Deportivo de Cali      |
|     | Arturo Segovia                | Defensa       | Millonarios            |
|     | Miguel Escobar                | Defensa       | Deportivo de Cali      |
|     | Euclides González             | Defensa       | Millonarios            |
|     | Luis Eduardo "Camello" Soto   | Defensa       | Independiente Santa Fe |
|     | Gabriel Berdugo               | Defensa       | Junior                 |
|     | José Zárate                   | Defensa       | Independiente Medellín |
|     | Henry Caicedo                 | Defensa       | Deportivo de Cali      |
|     | Oscar Bolaño                  | Defensa       | Junior                 |
|     | Alonso Lopez                  | Defensa       | Millonarios            |
|     | Oswaldo "Pescadito" Calero    | Mediocampista | Deportivo de Cali      |
|     | Abraham Amado                 | Mediocampista | Millonarios            |
|     | Eduardo Retat                 | Mediocampista | Atlético Nacional      |
|     | César Freddy Arce Valverde    | Mediocampista | Deportivo de Cali      |
|     | Diego Edison Umaña            | Mediocampista | Deportivo de Cali      |
|     | Willington Ortiz              | Delantero     | Millonarios            |
|     | Eduardo Vilarete              | Delantero     | Atlético Bucaramanga   |
|     | Jorge Ramón Cáceres           | Delantero     | América de Cali        |
|     | Ívan Darío "Chumi" Castañeda  | Delantero     | Atlético Nacional      |
|     | Juan "Juanito" Moreno Hurtado | Delantero     | Millonarios            |

### Goleadores
| Jugador          | Goles anotados | Asis. | PJ |   |
| Eduardo Vilarete | 1              | -     | -  | - |
| ---------------- | -------------- | ----- | -- | - |